# Даниловка (Запорожская область)
Даниловка (укр. Данилівка) — село,
Любицкий сельский совет,
Новониколаевский район,
Запорожская область,
Украина.
Код КОАТУУ — 2323682402. Население по переписи 2001 года составляло 28 человек.

## Географическое положение
Село Даниловка находится на левом берегу реки Солёная, которая через 1 км впадает в реку Верхняя Терса,
на противоположном берегу расположено село Лесное.
Река в этом месте пересыхает, на ней сделана запруда.

## История
- 1891 год — дата основания.